# Cutrofiano
Cutrofiano é uma comuna italiana da região da Puglia, província de Lecce, com cerca de 9.088 habitantes. Estende-se por uma área de 55 km², tendo uma densidade populacional de 165 hab/km². Faz fronteira com Aradeo, Collepasso, Corigliano d'Otranto, Galatina, Maglie, Melpignano, Neviano, Scorrano, Sogliano Cavour, Supersano.

## Demografia
| Variação demográfica do município entre 1861 e 2011                               |
|                                                                                   |
| Fonte: Istituto Nazionale di Statistica (ISTAT) - Elaboração gráfica da Wikipedia |